# Joaquín Espín y Guillén
Joaquín Espín y Guillén (Velilla de Medinaceli, Soria; 3 de mayo de 1812 - Madrid; 24 de junio de 1881) fue un músico español, padre de la cantante de ópera Julia Espín, considerada como la musa de Gustavo Adolfo Bécquer, y uno de los pioneros de la zarzuela moderna.

## Biografía
Por influjo de su abuelo, quien lo inició en la música, abandonó los estudios de filosofía y pasó a estudiar música en Burgos y Burdeos. En Madrid fue profesor del Conservatorio María Cristina, dirigió los coros y la orquesta del Teatro Real, fue organista de la Real Capilla y cofundó junto a Mariano Soriano Fuertes la revista La Iberia Musical y Literaria (1842-1846), una de las primeras revistas musicales españolas. El general Narváez lo nombró director del Teatro de la Cruz. Presidió la Academia Filarmónica Matritense y colaboró redactando artículos sobre música en la Enciclopedia moderna (1851) de Francisco de Paula Mellado. Emparentó con Rossini al casarse con una hermana de la cantante de ópera española Isabel Colbran, primera esposa del compositor italiano; ser cuñado del compositor italiano le valió cierta notoriedad en el mundo musical madrileño; de ella tuvo a Julia Espín, cantante de ópera y amor platónico de Gustavo Adolfo Bécquer, a la cual dedicó algunas de sus Rimas; él y su hermano el pintor Valeriano frecuentaban la tertulia musical del maestro. A sus hijas Julia y Josefina dedicó el poeta varios dibujos y versos también en sus álbumes. Su hijo, Joaquín Espín y Colbran, fue también músico, y director de orquesta en el Teatro Real. En Bolonia conoció a Giuseppe Verdi y facilitó el viaje de Rossini a Madrid y la audición de su Stabat Mater.
Firme defensor de la creación de una ópera nacional española, consiguió estrenar parcialmente en Madrid en 1845 Padilla, o El asedio de Medina, cantada por el célebre tenor Enrico Tamberlick. Emilio Cotalero y Mori parece alegrarse del fracaso de esta obra, ya que consideraba a Espín un «regular director de orquesta, pero compositor de escasa inspiración y ciencia». Otras óperas suyas son Macías, El bandido de Alcaraz y La Esmeralda. También compuso música religiosa, lo que le valió para ser elegido miembro de la Academia Filarmónica de Bolonia. La única de sus obras que obtuvo cierto éxito fue su zarzuela Carlos Broschi, cuyo libreto, compuesto por Teodoro Guerrero, se inspiraba en la vida del célebre castrato Farinelli; fue estrenada en Sevilla en 1853. También escribió canciones, como La Ausencia de Colás y La Mariposa y varias Doloras para violín.